# Peter Temin
Peter Temin (geboren 17. Dezember 1937 in Philadelphia; gestorben 4. August 2025) war ein amerikanischer Wirtschaftswissenschaftler und Hochschulprofessor.

## Werdegang
Peter Temin erwarb 1959 am Swarthmore College den Bachelor für Wirtschaftswissenschaft und ging anschließend an das Massachusetts Institute of Technology (MIT), wo er 1964 promovierte. Seit 1965 lehrte er unter anderem Industriegeschichte und Wirtschaftsgeschichte am MIT. Von 1990 bis 1993 war er Vorstand des Instituts für Wirtschaftswissenschaft am MIT. Seit 1982 war er auch wissenschaftlicher Mitarbeiter des National Bureau of Economic Research. 2009 wurde er emeritierter Hochschulprofessor.
Er war Mitglied bei Phi Beta Kappa, der American Academy of Arts and Sciences (1986) und der American Economic Association.
Peter Temin lebte in Cambridge. Er war verheiratet und hat zwei erwachsene Kinder. Er war der Bruder von Howard Temin.

## Werke (Auswahl)
- gemeinsam mit Paul A. Samuelson: Economics. McGraw-Hill, New York 1976 (englisch).
- The fall of the Bell system: a study in prices and politics. Cambridge University Press, Cambridge / New York 1987 (englisch).
- Lessons from the Great Depression. MIT Press, Cambridge 1989 (englisch).
- gemeinsam mit David Vines: The leaderless economy: why the world economic system fell apart and how to fix it. Princeton University Press, Princeton 2013 (englisch).
- Prometheus shackled: Goldsmith Banks and England's financial revolution after 1700. Oxford University Press, Oxford / New York 2013 (englisch).
- The Roman market economy. Princeton University Press, Princeton 2013 (englisch).